# Fiľakovo
Fiľakovo (allemand : Fülleck/Fileck,  hongrois : Fülek) est une ville de la région de Banská Bystrica, en Slovaquie.

## Histoire
La première mention écrite de la ville date de 1246.
La localité fut annexée par la Hongrie après le premier arbitrage de Vienne le 2 novembre 1938. En 1938, on comptait 4 838 habitants dont 239 d'origine juive. Elle faisait partie du district de Lučenec (hongrois : Losonci járás). Le nom de la localité avant la Seconde Guerre mondiale était Fiľakovo/Fülek. Durant la période 1938 - 1945, le nom hongrois Fülek était d'usage. À la libération, la commune a été réintégrée dans la Tchécoslovaquie reconstituée.

## Démographie

### Évolution de la population
| Année:               | 1994.  | 2004.   | 2014.   | 2024.    |
| -------------------- | ------ | ------- | ------- | -------- |
| Nombre de personnes: | 10 227 | 10 329  | 10 695  | 9623     |
| Différence:          |        | +0,99 % | +3,54 % | -10,02 % |

| Année:               | 2023. | 2024.   |
| -------------------- | ----- | ------- |
| Nombre de personnes: | 9683  | 9623    |
| Différence:          |       | -0,61 % |

## Jumelages
- Bátonyterenye (Hongrie)
- Szécsény (Hongrie)